# 腾冲碘泡虫
腾冲碘泡虫（学名：Myxobolus tengchongensis）为碘泡科碘泡虫属的动物。在中国，分布于云南等，营寄生生活，寄生在云南盘鮈的肾、膀胱、肠系膜。
种加名 tengchongensis 意为“腾冲的”。